# Keturah Orji
Keturah Orji (* 5. März 1996 in Hoboken, New Jersey) ist eine US-amerikanische Leichtathletin, die sich auf den Dreisprung spezialisiert hat. Sie hält den US-amerikanischen Hallenrekord im Dreisprung und nahm für die Vereinigten Staaten 2016 und 2021 an den Olympischen Spielen teil.

## Karriere
Nachdem sie bei den US World Youth Trials im Dreisprung den Wettbewerb gewinnen konnte und im Weitsprung den zweiten Platz belegt hatte, wurde sie in beiden Disziplinen für die Jugendweltmeisterschaften 2013 im ukrainischen Donezk nominiert. Am 12. Juli 2013 sicherte sie sich in Donezk im Dreisprungwettbewerb die Bronzemedaille hinter Florentina Marincu und Wang Rong. Zwei Tage später gewann sie hinter Florentina Marincu die Silbermedaille im Weitsprung.
Ein Jahr später nahm sie an den Juniorenweltmeisterschaften 2014 in Eugene teil und startete dort nur im Dreisprung. Mit einer Weite von 13,29 m belegte sie den neunten Platz. Am 13. Juni 2015 startete sie bei den Meisterschaften der National College Athletic Association in Eugene. Sie sicherte sich erstmals den NCAA-Meistertitel mit einer Weite von 14,15 m. Ein Jahr später startete sie erneut bei den NCAA-Meisterschaften und konnte am 11. Juni 2016 ihren Meistertitel erfolgreich verteidigen. Zudem verbesserte sie den US-amerikanischen Dreisprungrekord von Tiombe Hurd auf 14,53 m.
Etwa einen Monat später sicherte sie sich ihren ersten US-amerikanischen Meistertitel im Dreisprung und wurde vom United States Olympic Committee für die Olympischen Spiele 2016 in Rio de Janeiro nominiert. Nachdem sie sich erfolgreich für das olympische Finale im Dreisprung qualifiziert hatte, verbesserte sie am 14. August 2016 direkt im ersten Versuch ihren US-amerikanischen Rekord auf 14,71 m. Im Finale blieb es ihr bester Sprung, und am Ende musste sie sich mit dem vierten Platz zufriedengeben. Ihr US-amerikanischer Rekord wurde am 12. Mai 2018 von Tori Franklin auf 14,85 m verbessert.
Am 25. Februar 2017 startete sie bei den SEC Indoor Championships in Nashville im Dreisprung und gewann den Wettbewerb mit einer Weite von 14,32 m. Mit dieser Weite brach sie den fast 22 Jahre alten US-amerikanischen Hallenrekord im Dreisprung von Sheila Hudson. In der Freiluftsaison konnte sie zuerst ihren NCAA-Meistertitel erfolgreich mit einer Weite von 14,29 m verteidigten und wenig später zudem ihren US-amerikanischen Meistertitel.
Am 20. Januar 2018 verbesserte sie ihren US-amerikanischen Hallenrekord im Dreisprung auf 14,53 m in Clemson. Zudem gewann sie am 9. Juni 2018 zum vierten Mal hintereinander den NCAA-Meistertitel, und zwei Tage zuvor sicherte sie sich bereits den NCAA-Titel im Weitsprung mit einer Weite von 6,67 m. Zudem sicherte sie sich am 21. Juni 2018 in Des Moines ihren dritten US-amerikanischen Meistertitel im Dreisprung hintereinander.
2019 ging sie bei den US-Meisterschaften erstmals in beiden Sprungdisziplinen an den Start. Zunächst gewann sie am 25. Juli in Des Moines mit 14,56 m ihren vierten Dreisprung-Titel in Folge. Zwei Tage darauf wurde sie mit 6,68 m Sechste im Weitsprung und verpasste damit eine Qualifikation für die Weltmeisterschaften in Doha. Bei den Panamerikanischen Spielen 2019 in Lima gewann sie mit 6,66 m die Bronzemedaille im Weitsprung.
2021 erreichte sie bei den Olympischen Spielen in Tokio das Finale und belegte dort mit 14,59 m den siebten Platz.

## Bestleistungen

### Freiluft
- Dreisprung: 14,72 m +1,7 am 24. August 2019 in  Paris
- Weitsprung: 06,81 m +0,8 am 12. Mai 2018 in  Knoxville

### Halle
- Dreisprung: 14,60 m am 14. Februar 2020 in  Albuquerque
- Weitsprung: 06,72 m am 24. Februar 2017 in  Nashville